# Леді (фільм)
«Леді» (англ. The Lady) — британський фільм 2011 року.

## Сюжет
Історія кохання Аун Сан Су Чжі та її чоловіка Майкла Ейріса. Ні відстані, ні довгі розлуки, ні ворожий політичний режим не змогли зруйнувати їхню любов. У той же час, це епічна історія про жінку, завдяки якій в Бірмі (сучасна М'янма) з'явилася демократія. Це історія любові і людського взаєморозуміння на тлі політичних пертурбацій.

## У ролях
| Актор              | Роль             |
| ------------------ | ---------------- |
| Мішель Йео         | Аун Сан Су Чжі   |
| Девід Тьюліс       | Майкл Ейріс      |
| Джонатан Раджетт   | Кім Ейріс        |
| Джонатан Вудхауз   | Александер Ейріс |
| Сьюзен Вулдрідж    | Люсінда Філіпс   |
| Бенедикт Вонг      | Карма            |
| Флінт Бангкок      | -                |
| Гай Барвелл        | -                |
| Сахайак Бунсанакіт | -                |
| Донасьєнн Дюпон    |                  |

## Знімальна група
- Режисер — Люк Бессон
- Сценарист — Ребекка Фрайн
- Продюсер — Люк Бессон, Енді Харріс, Вірджинія Сілла
- Композитор — Ерік Серра